# Topalu
Topalu – wieś w Rumunii, w okręgu Konstanca, w gminie Topalu. W 2011 roku liczyła 1654 mieszkańców.